# Drużynowe Mistrzostwa Polski na Żużlu 1985
Drużynowe Mistrzostwa Polski na Żużlu 1985 – 38. edycja drużynowych mistrzostw Polski, organizowanych przez Polski Związek Motorowy (PZM). W sezonie 1985 po rozszerzeniu ligi, do rozgrywek pierwszej ligi przystąpiło dziesięć zespołów, natomiast w drugiej lidze walczyło siedem drużyn.
Zwycięzca najwyższej klasy rozgrywkowej (I Ligi) zostaje Drużynowym Mistrzem Polski na Żużlu w sezonie 1985. W tym sezonie pierwsze miejsce w rozgrywkach zajął Falubaz Zielona Góra.

## Pierwsza Liga
| Poz. | Klub                 | Pkt. | Z  | R | P  | +/−  |
| ---- | -------------------- | ---- | -- | - | -- | ---- |
| 1    | Falubaz Zielona Góra | 27   | 13 | 1 | 4  | +232 |
| 2    | Wybrzeże Gdańsk      | 26   | 12 | 2 | 4  | +215 |
| 3    | Unia Leszno          | 25   | 11 | 3 | 4  | +220 |
| 4    | Polonia Bydgoszcz    | 21   | 10 | 1 | 7  | +89  |
| 5    | Apator Toruń         | 18   | 9  | 0 | 9  | +14  |
| 6    | ROW Rybnik           | 16   | 7  | 2 | 9  | +12  |
| 7    | Stal Rzeszów         | 16   | 8  | 0 | 10 | –67  |
| 8    | Stal Gorzów          | 16   | 8  | 0 | 10 | –126 |
| 9    | Kolejarz Opole       | 8    | 3  | 2 | 13 | –328 |
| 10   | Śląsk Świętochłowice | 7    | 3  | 1 | 14 | –261 |

## Druga Liga
| Poz. | Klub                  | Pkt. | Z  | R | P  | +/−  |
| ---- | --------------------- | ---- | -- | - | -- | ---- |
| 1    | Unia Tarnów           | 20   | 10 | 0 | 2  | +202 |
| 2    | Motor Lublin          | 18   | 9  | 0 | 3  | +223 |
| 3    | Start Gniezno         | 16   | 8  | 0 | 4  | +102 |
| 4    | Ostrovia Ostrów       | 14   | 7  | 0 | 5  | +74  |
| 5    | Włókniarz Częstochowa | 8    | 4  | 0 | 8  | –19  |
| 6    | GKM Grudziądz         | 8    | 4  | 0 | 8  | –126 |
| 7    | Sparta Wrocław        | 0    | 0  | 0 | 12 | –456 |

## Baraże
| Kolejarz Opole 9. miejsce w I Lidze | 91:87 | Motor Lublin 2. miejsce w II Lidze |
| ----------------------------------- | ----- | ---------------------------------- |
| Opole                               | 56:33 | Lublin                             |
| Lublin                              | 54:35 | Opole                              |